# Mitchell Donald
Mitchell Donald (Nieuw-Vennep, 10 de dezembro de 1988) é um futebolista surinamês, atualmente joga pelo Yeni Malatyaspor.